# Abacetus cursor
Abacetus cursor es una especie de escarabajo terrestre de la subfamilia Pterostichinae.  Fue descrito por Peringuey en 1899. 